# Пежо тип 31
Пежо тип 31 (фр. Peugeot Type 31) је моторно возило произведено између 1900. и 1902. од стране француског произвођача аутомобила Пежо у њиховој фабрици у Оданкуру. У том раздобљу је укупно произведено 7 јединица, што је вероватно Пежоова најмања производна серија једног модела уопште.
Возило је покреће четворотактни мотор постављен позади, произведен од стране самог Пежоа. Мотор са два цилиндра је постављен паралелно, а не у В-формату како се раније производило. Мотор се налази иза возача изнад задње осовине. Његова максимална снага била је између 6 kW (8,0 КС) и преношена је на задње точкове преко ланчаног механизма.
Возило је настало на шасији Пежоовог типа 24, али нешто краћи, који се појавио на тржишту две године раније. Међуосовинско растојање возила је 140 cm, дужина 210 cm. Облик каросерије “Duc”, потпуно отворени двосед, где су путници седели доста високо.